# Toyota Princess Cup 1998 - Doppio
Il doppio del Toyota Princess Cup 1998 è stato un torneo di tennis facente parte del WTA Tour 1998.
Monica Seles e Ai Sugiyama erano le detentrici del titolo, ma solo la Seles ha partecipato in coppia con Anna Kurnikova.
La Kournikova e la Seles hanno battuto in finale 6–4, 6–4 Mary Joe Fernández e Arantxa Sánchez Vicario.

## Teste di serie
1. Lisa Raymond /  Rennae Stubbs (semifinali)
2. Julie Halard-Decugis /  Mirjana Lučić (quarti di finale)
3. Kerry-Anne Guse /  Sung-Hee Park (quarti di finale)
4. Anna Kurnikova /  Monica Seles (campionesse)

## Tabellone

### Legenda
| - Q = Qualificato - WC = Wild card - LL = Lucky loser | - ALT = Alternate - SE = Special Exempt - PR = Protected Ranking | - w/o = Walkover - r = Ritirato - d = Squalificato |